# Мізиненко Віктор Микитич
Мізиненко Віктор Микитич (Микитович) (10 (23) серпня 1903 — 21 вересня 1976) — актор Харківського українського театру ім. Шевченка. Народний артист Української РСР (1972).

## Загальні відомості
Від 1929 працював у Харківському театрі робітничої молоді, Театрі ім. Ленінського комсомолу.
1941—1976 (з перервою) — актор Харківського українського драматичного театру ім. Т. Шевченка.
Майстер яскравого сценічного малюнка.

## Фільмографія
- 1959 — Зелений фургон
- 1963 — Найповільніший поїзд
- 1968 — На Київському напрямку